# 황경영
황경영(1991년 3월 19일 ~ )은 대한민국의 전직 스타크래프트 프로게이머이다. Cat이라는 아이디를 사용하며, 종족은 테란이다.
2008년45회 스타크래프트 준프로게이머 선발전 입상
2009년 상반기 드래프트에서 삼성전자 칸의 2차 지명으로 입단하였다.
2010년 1월 위메이드 폭스로 이적했다.
2011년 은퇴하였다.
2015년베누 스타리그 시즌 2 챌린지 24강
2015~2016 아프리카 스타BJ로 활약

## 진지
2008년 제45회 스타크래프트 준프로게이머 선발전 입상
- 2015년 스베누 스타리그 시즌 2 챌린지 24강